# Coyote Indústria e Comércio
Coyote Indústria e Comércio Ltda. war ein brasilianischer Hersteller von Automobilen.

## Unternehmensgeschichte
Das Unternehmen aus Rio de Janeiro begann 1986 mit der Produktion von Automobilen. Der Markenname lautete Coyote, obwohl der für Hamilton Racing Products geschützt war. 1988 endete die Produktion.

## Fahrzeuge
Das erste Modell war ein VW-Buggy der üblichen Bauweise, also Fahrgestell von Volkswagen do Brasil, luftgekühlter Vierzylinder-Boxermotor im Heck und Karosserie aus Fiberglas. Eckige Scheinwerfer waren in die Fahrzeugfront integriert. Dieses Modell fertigten später auch andere Hersteller wie Tubfiber.
Spätestens 1987 kam der Pick-up STM 2000 dazu. Er hatte einen Frontmotor.
1988 folgte der Jeep Tucuruí, ein offener Mehrzweckwagen.